# Каннський кінофестиваль 1985
38-й Каннський міжнародний кінофестиваль відбувся з 8 по 20 травня 1985 року в Каннах, Франція. Золоту пальмову гілку отримав фільм Тато у відрядженні режисера Емира Кустуриці.
У конкурсі було представлено 20 повнометражних фільмів та 4 короткометражок. У програмі «Особливий погляд» взяли участь 17 кінострічок; поза конкурсом було показано 10 фільмів. Фестиваль відкрито показом американської стрічки Свідок режисера Пітера Віра. Фільмом закриття фестивалю було обрано Смарагдовий ліс британського режисера Джона Бурмена.

## Журі

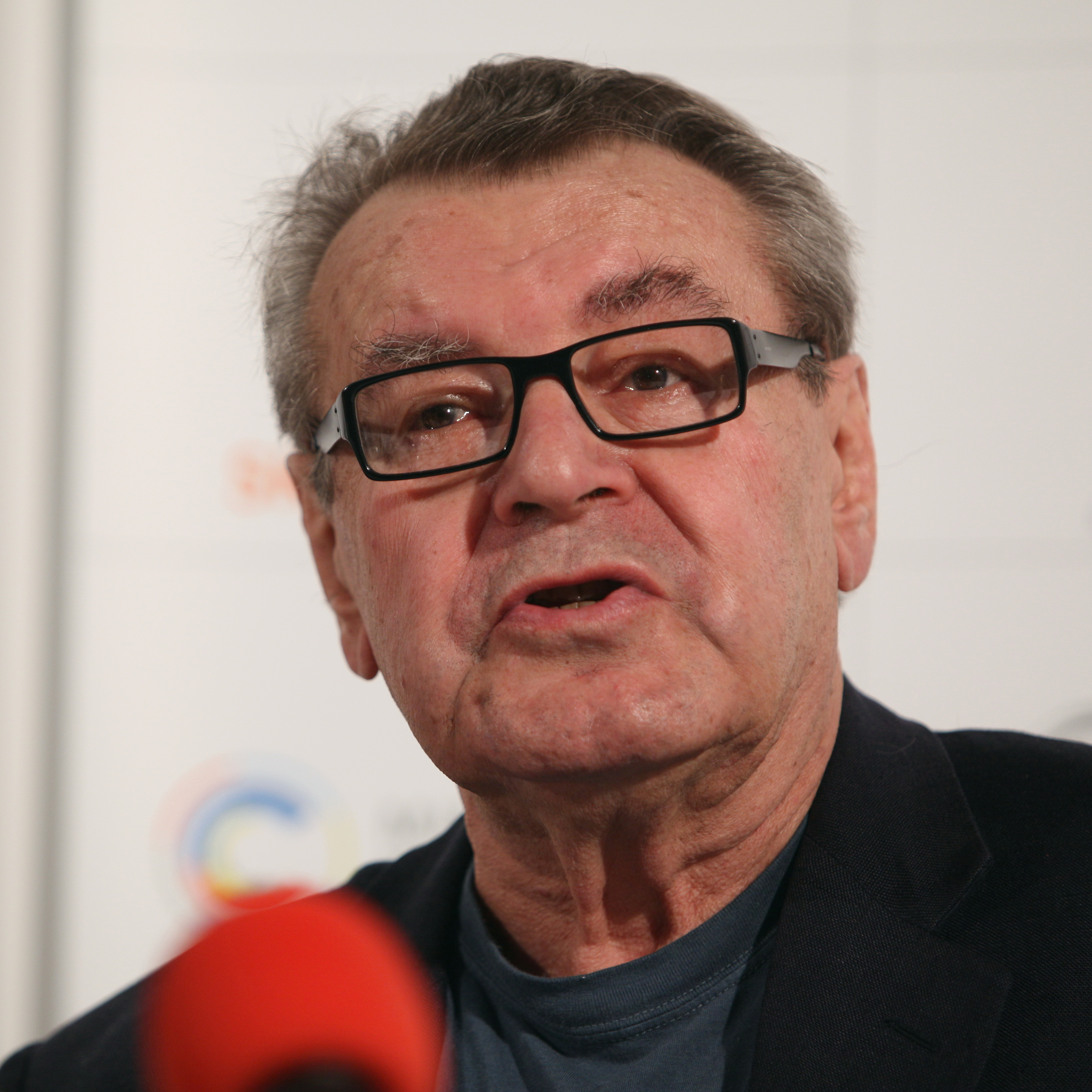
Мілош Форман, Голова журі

### Основний конкурс
- Голова: Мілош Форман, режисер,  США
- Жоржі Амаду, письменник,  Бразилія
- Нестор Альмендрос, кінооператор,  Аргентина
- Мауро Болоньїні, режисер,  Італія
- Франсіс Вебер, сценарист,  Франція
- Едвін Збонек, представник Сінематеки,  Австрія
- Клод Імберт, журналіст,  Франція
- Сара Майлз, акторка,  Велика Британія
- Мішель Перес, критик,  Франція
- Мо Ротманн, продюсер,  США

### Золота камера
- Бернар Жубар,  Франція
- Бертран Ван Еффентерре, режисер,  Франція
- Лоренцо Коделлі, журналіст,  Італія
- Пітер Коуї, журналіст,  Велика Британія
- Жоель Маньї, критик,  Франція
- Хосе Вієйра Маркус, кіноман,  Португалія

## Фільми-учасники конкурсної програми
★Переможців виділено окремим кольором.
Повнометражні фільми
| Фільм                           | Назва мовою оригіналу            | Режисер          | Країна               |
| ------------------------------- | -------------------------------- | ---------------- | -------------------- |
| Блаженство                      | Bliss                            | Рей Лоуренс      | Австралія            |
| Божевільний на війні            | Scemo di guerra                  | Діно Різі        | Італія               |
| Два життя Маттіа Паскаля        | Le due vite di Mattia Pascal     | Маріо Монічеллі  | Італія               |
| Дерборанс                       | Derborence                       | Франсіс Рессер   | Швейцарія            |
| Детектив                        | Détective                        | Жан-Люк Годар    | Франція              |
| Джошуа тоді і тепер             | Joshua Then and Now              | Тед Котчефф      | Канада               |
| Ім'я йому Смерть                | Pale Rider                       | Клінт Іствуд     | США                  |
| Курча під оцтом                 | Poulet au vinaigre               | Клод Шаброль     | Франція              |
| Маска                           | Mask                             | Пітер Богданович | США                  |
| Місіма: Життя в чотирьох главах | Mishima: A Life in Four Chapters | Пол Шредер       | США                  |
| Нікчемність                     | Insignificance                   | Ніколас Роуг     | Велика Британія      |
| Офіційна версія                 | La historia oficial              | Луїс Пуенсо      | Аргентина            |
| Побачення                       | Rendez-vous                      | Андре Тешіне     | Франція              |
| Полковник Редль                 | Oberst Redl                      | Іштван Сабо      | Угорщина ФРН Австрія |
| Поцілунок жінки-павука          | O Beijo da Mulher Aranha         | Гектор Бабенко   | Бразилія             |
| Прощавай, Бонапарте             | وداعا بونابرت / Weda'an Bonapart | Юсеф Шахін       | Єгипет Франція       |
| Прощання з ковчегом             | さらば箱舟 / Saraba hakobune     | Тераяма Сюдзі    | Японія               |
| Птаха                           | Birdy                            | Алан Паркер      | США                  |
| ★ Тато у відрядженні            | Отац на службеном путу           | Емир Кустуриця   | Югославія            |
| Хлопець з фірми «Кока-кола»     | The Coca-Cola Kid                | Душан Макавеєв   | Австралія            |

Короткометражні фільми
| Фільм               | Назва мовою оригіналу     | Режисер                      | Країна   |
| ------------------- | ------------------------- | ---------------------------- | -------- |
| Ювілей Жоржа        | L'anniversaire de Georges | Патрік Траон                 | Франція  |
| ★ Одруження (анім.) | Jenitba                   | Слав Бакалов та Румен Петков | Болгарія |
| Стоп                | Stop                      | Кшиштоф Ківерський           | Польща   |
| В'язень             | Узник                     | Бондо Шошитайшвйлй           | СРСР     |

## Особливий погляд
| Фільм                            | Назва мовою оригіналу                     | Режисер            | Країна          |
| -------------------------------- | ----------------------------------------- | ------------------ | --------------- |
| А.К.                             | A.K.                                      | Кріс Маркер        | Франція         |
| Диявольські пагорби              | Il diavolo sulle colline                  | Вітторіо Коттафаві | Італія          |
| Довга ніч                        | Ad Sof Halaylah                           | Ейтан Грін         | Ізраїль         |
| Жінка в Африці                   | Une femme en Afrique                      | Раймон Депардон    | Франція         |
| Латиноамериканець                | Latino                                    | Гаскелл Векслер    | США             |
| Милий, любий, коханий, єдиний... | Milyy, dorogoy, lyubimyy, edinstvennyy... | Дінара Асанова     | СРСР            |
| Мосьє де Пурсоньяк               | Monsieur de Pourceaugnac                  | Мішель Мітрані     | Франція         |
| Оріана                           | Oriana                                    | Фіна Торрес        | Венесуела       |
| Отче наш                         | Padre nuestro                             | Франсіско Рігейро  | Іспанія         |
| Приватна урочистість             | A Private Function                        | Малкольм Маубрей   | Велика Британія |
| Спадщина                         | Dediščina                                 | Матьяж Клопчич     | Югославія       |
| Таємниця Алексіни                | Le mystère Alexina                        | Рене Фере          | Франція         |
| Токіо-га                         | Tokyo-Ga                                  | Вім Вендерс        | США ФРН         |
| Фестиваль вогню                  | 火まつり / Himatsuri                      | Янагіматі Міцуо    | Японія          |
| Чай в гаремі Архімеда            | Le thé au harem d'Archimède               | Мехді Шареф        | Франція         |
| Час смерті                       | Das Mal des Todes                         | Петер Гандке       | Австрія         |

## Фільми позаконкурсної програми
| Фільм                   | Назва мовою оригіналу    | Режисер              | Країна          |
| ----------------------- | ------------------------ | -------------------- | --------------- |
| Ніч                     | Die Nacht                | Ганс-Юрген Зіберберг | ФРН             |
| Стрибок (анім.)         | Springen                 | Осаму Тедзука        | Японія          |
| Атласний черевичок      | Le soulier de Satin      | Мануель де Олівейра  | Португалія      |
| Чарівна ніч             | Night Magic              | Льюїс Ф'юрі          | Канада Франція  |
| Парня́                   | Steaming                 | Джозеф Лоузі         | Велика Британія |
| Смарагдовий ліс         | The Emerald Forest       | Джон Бурмен          | Велика Британія |
| Історія Гленна Міллера  | The Glenn Miller Story   | Ентоні Манн          | США             |
| Пурпурова троянда Каїру | The Purple Rose of Cairo | Вуді Аллен           | США             |
| Свідок                  | Witness                  | Пітер Вір            | США             |

## Нагороди

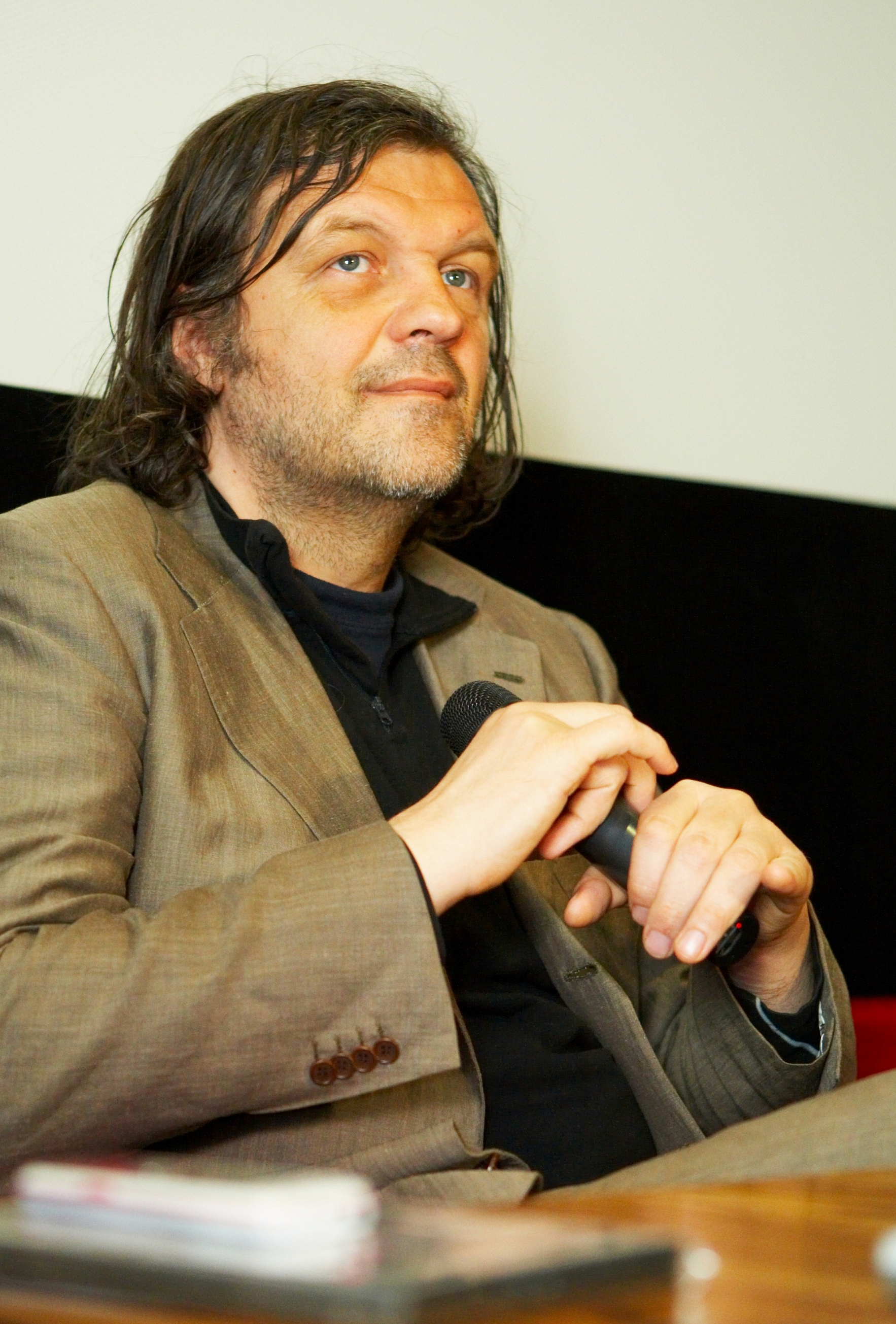
Емир Кустуриця, володар Золотої пальмової гілки цього фестивалю.

- Золота пальмова гілка: Тато у відрядженні, режисер Емир Кустуриця
- Гран-прі журі: Птаха, режисер Алан Паркер
- Приз журі: Полковник Редль, режисер Іштван Сабо
- Приз за найкращу чоловічу роль: Вільям Герт за Поцілунок жінки-павука
- Приз за найкращу жіночу роль:
  - Норма Алеандро за Офіційна версія
  - Шер за Маска
- Приз за найкращу режисуру: Андре Тешіне за Побачення
- Золота пальмова гілка за короткометражний фільм: Одруження, режисер Слав Бакалов та Румен Петков
- Приз за художній внесок: Джон Бейлі, Ейко Ісіока та Філіп Гласс за Місіма: Життя в чотирьох главах
- Технічний гран-прі: Нікчемність, режисер Ніколас Роуг
- Золота камера: Оріана, режисер Фіна Торрес
- Перспективна Кіно-нагорода: Visage de chien, режисер Яцек Гонсеровський
- Приз міжнародної асоціації кінопреси:
  - Тато у відрядженні, режисер Емир Кустуриця
  - Пурпурова троянда Каїру, режисер Вуді Аллен
  - Обличчя жінок, режисер Дезіре Екаре
- Приз екуменічного журі: Офіційна версія, режисер Луїс Пуенсо
- Приз екуменічного журі — Особлива згадка: Le temps d'un instant
- Нагорода міжнародної федерації футбольних асоціацій (FIFA): Extended Play, режисер Дівід Касчі
- Приз молоді:
  - Іноземне кіно: Танець з незнайомцем, режисер Майк Ньюелл
  - Французьке кіно: Чай в гаремі Архімеда, режисер Мехді Шареф